# Hypokopelates modesta
Hypokopelates modesta är en fjärilsart som beskrevs av Talbot 1935. Hypokopelates modesta ingår i släktet Hypokopelates och familjen juvelvingar. Inga underarter finns listade i Catalogue of Life.